# Église ensablée de Skagen
Pour les articles homonymes, voir Skagen (homonymie).
L'église ensablée de Skagen (en danois : den tilsandede kirke) est une ancienne église de Skagen, au Danemark, dont seul le clocher est encore debout et émerge des dunes.

## Caractéristiques
L'église se situe à l’extrême nord de la péninsule du Jutland, à moins d'1 km à l'ouest de la ville de Skagen. Les restes de l'édifice s'élèvent au milieu des dunes, à 800 m de la mer. Elle avait une longue nef voûtée, avec des contreforts extérieurs. Le clocher, unique élément restant de l'église, est une construction gothique à pignon à échelons, ajoutée vers 1475 ; il est aujourd'hui peint en blanc. L'église mesurait 45 mètres de long en incluant le clocher ; celui-ci mesure 22 mètres de hauteur, dont 18 mètres dépassent aujourd'hui du sable.

## Historique
L'église est construite à la fin du XIVe siècle,,, en pierres importées des Pays-Bas et de Lübeck, peut-être même d'Écosse. Elle est mentionnée pour la première fois dans un document en 1387, à l'occasion de l'ensablement d'un navire hanséatique. À cette époque, avec ses trente-huit rangées de bancs, il s'agit de l'un des plus grands édifices religieux du Jutland, la ville de Skagen comptant 2 500 habitants. Comme dans de nombreuses paroisses de la région, l'église est bâtie dans un lieu isolé. Elle est alors dédiée à saint Laurent, patron des marins.
À partir du XVIe siècle, le sable commence à envahir l'édifice. En 1770, les dunes atteignent l'église, puis le mur du cimetière adjacent. Après une violente tempête en mai 1775, la congrégation est contrainte de creuser le sable pour accéder à  la porte de l'église. En 1795, la municipalité abandonne la lutte et l'église est détruite. Sur ordre du roi Christian VII, le clocher reste debout, destiné à être utilisé comme phare. La nef et la sacristie sont démolies, les matériaux étant réutilisés aux alentours. En 1810, le mobilier est vendu aux enchères.
En 1903, le clocher devient un monument protégé. Depuis 1994, l'emplacement de la nef et de la sacristie sont délimités sur le terrain par des piquets rouges. Des fascines marquent celui de l'ancien cimetière.

## Dans la culture populaire
L'église ensablée de Skagen est un des éléments du récit de Jean-Paul Dubois, Tous les hommes n'habitent pas le monde de la même façon, prix Goncourt en 2019.

## Pour approfondir